# Rancid (álbum de 2000)
Rancid es el quinto álbum de estudio del grupo musical de punk rock estadounidense Rancid. Fue publicado el 1 de agosto de 2000 por Epitaph Records y Hellcat Records. Es conocido también como Rancid 5 o Rancid 2000, para diferenciarlo de su álbum debut de 1993 del mismo nombre. Es el primer álbum de la banda lanzado a través del sello perteneciente a su vocalista, Tim Armstrong, Hellcat Records. También marca el regreso del productor Brett Gurewitz, quien produjo posteriormente todos los álbumes de la banda.

## Antecedentes y composición
Rancid es el trabajo musical más hardcore de Rancid hasta esa fecha, que fue lanzado como una continuación de su anterior álbum Life Won't Wait, más orientado al ska y al reggae. Incluye 22 pistas en menos de 40 minutos, debido a que más del 75% de las canciones duran menos de dos minutos. La versión japonesa del álbum incluye una pista extra, «Sick Sick World».
Diversas canciones en el álbum hacen referencia a diferentes personas y personajes, como al famoso gángster Al Capone, así como al dios nórdico Loki, John Brown, Ulysses S. Grant, Nelson Mandela, Charles Van Doren, Geoffrey Chaucer de Los cuentos de Canterbury y a Don Giovanni.
Brett Gurewitz, guitarrista de Bad Religion, se reunió con Rancid y se convirtió en su productor para este álbum. Habían pasado seis años desde que coprodujo el segundo álbum de la banda, Let's Go (1994), aunque diseñó también el tercer álbum de la banda, ...And Out Come the Wolves (1995). Rancid y Gurewitz continuarían su colaboración para sus próximos cuatro álbumes, Indestructible, Let the Dominoes Fall, Honor Is All We Know y Trouble Maker.
En el disco lanzado al público, hubo un error de masterización en la pista «Poison» en la primera tirada de CDs, pero se corrigió en ediciones posteriores y no está presente el error en las copias de vinilo del disco.
El álbum se terminó de grabar en abril de 2000.

## Lanzamiento
La canción «Disgruntled» fue publicada en el sitio web de la banda el 3 de junio de 2000. Un vídeo musical conjunto de «Don Giovanni» y de «Disgruntled» fue dirigido por Tim Armstrong. Poco después de esto, se lanzó una versión demo de «Poison» en el compilatorio Punk-O-Rama Vol.5. Después de estar planeado para su lanzamiento en mayo de 2000, Rancid finalmente fue lanzado el 1 de agosto de 2000. En noviembre, la banda se embarcó en una gira por los Estados Unidos, con el apoyo de las bandas AFI y Distillers. Entre junio y agosto de 2001, el grupo actuó en el Warped Tour. Después de esto, la banda apareció en el Festival de Reading y Leeds.

## Recepción
El álbum recibió críticas en su mayoría positivas, aunque no logró alcanzar el éxito de los tres álbumes anteriores de Rancid. Rick Anderson de AllMusic señaló: «Después de varios álbumes finos, aunque bastante derivados, de punk rock con inflexión ska, y después de años de ser criticados por confiar indebidamente en gestos extraídos de The Clash, Rancid ha salido rugiendo con el álbum más duro y consistente de su carrera. No sería del todo exacto decir que han dejado atrás sus influencias; más bien, las han integrado más completamente y han creado un sonido que es completamente satisfactorio sin tener que demostrar nada sobre su propia originalidad. El sonido termina siendo algo así como una mezcla entre The Clash de 1978 y el hardcore punk de la escena de Los Ángeles de principios de los 80. 'Rwanda' es un himno de simpatía por un país devastado; 'Corruption"'tiene un poder atonal -progresión de acordes y un tempo precipitado por el que Minor Threat hubiera matado; y 'Blackhawk Down' se basa en una línea de bajo descendente ridículamente pegadiza y un coro singular con sabor a Oi!. Son 22 pistas en 38 minutos con apenas una pausa entre las canciones y tempos altos todo el tiempo. Si busca sutileza artística, vuelva al catálogo; si todo lo que necesitas es media hora de adrenalina sin diluir, has venido al lugar correcto».
El sitio web Select le dio al álbum una calificación de tres sobre cinco, refiriéndose al álbum como «contagioso ya que es insufrible».

## Lista de canciones
Todas las canciones escritas y compuestas por Tim Armstrong, excepto donde se indica. 
| CD / Descarga digital |                                                                       |                                 |          |  |
| N.º                   | Título                                                                | Voz principal                   | Duración |  |
| 1.                    | «Don Giovanni»                                                        | Armstrong                       | 0:35     |  |
| 2.                    | «Disgruntled»                                                         | Armstrong                       | 1:00     |  |
| 3.                    | «It's Quite Alright»                                                  | Armstrong                       | 1:29     |  |
| 4.                    | «Let Me Go»                                                           | Armstrong                       | 3:13     |  |
| 5.                    | «I Am Forever»                                                        | Frederiksen                     | 1:04     |  |
| 6.                    | «Poison»                                                              | Armstrong                       | 1:17     |  |
| 7.                    | «Loki»                                                                | Frederiksen                     | 0:47     |  |
| 8.                    | «Blackhawk Down»                                                      | Armstrong                       | 1:41     |  |
| 9.                    | «Rwanda»                                                              | Armstrong                       | 1:20     |  |
| 10.                   | «Corruption» (escrita por Armstrong, Lars Frederiksen y Matt Freeman) | Frederiksen, Freeman, Armstrong | 1:27     |  |
| 11.                   | «Antennas»                                                            | Armstrong                       | 1:10     |  |
| 12.                   | «Rattlesnake»                                                         | Armstrong                       | 1:42     |  |
| 13.                   | «Not to Regret»                                                       | Armstrong                       | 2:16     |  |
| 14.                   | «Radio Havana»                                                        | Armstrong                       | 3:42     |  |
| 15.                   | «Axiom» (escrita por Armstrong, Frederiksen y Freeman)                | Frederiksen                     | 1:40     |  |
| 16.                   | «Black Derby Jacket»                                                  | Freeman                         | 2:35     |  |
| 17.                   | «Meteor of War»                                                       | Armstrong                       | 1:21     |  |
| 18.                   | «Dead Bodies» (escrita por Armstrong y Frederiksen)                   | Frederiksen                     | 1:49     |  |
| 19.                   | «Rigged on a Fix»                                                     | Freeman                         | 1:16     |  |
| 20.                   | «Young Al Capone» (escrita por Armstrong y Frederiksen)               | Frederiksen                     | 1:52     |  |
| 21.                   | «Reconciliation»                                                      | Freeman                         | 1:20     |  |
| 22.                   | «GGF (Golden Gate Fields)»                                            | Armstrong                       | 3:39     |  |
| 38:15                 |                                                                       |                                 |          |  |

| Bonus track (japanese version) |                   |               |          |  |
| N.º                            | Título            | Voz principal | Duración |  |
| 23.                            | «Sick Sick World» |               | 1:18     |  |
| 39:33                          |                   |               |          |  |

## Personal
- Tim Armstrong – vocales, guitarra, productor, remezclas, fotografía
- Lars Frederiksen – vocales, guitarra, productor, fotografía
- Matt Freeman – bajo
- Brett Reed – batería